# Robert Rossen
Robert Rossen (Nova York, 16 de març de 1908 - 18 de febrer de 1966) fou un director,  productor i guionista de cinema estatunidenc que va ser inclòs en la llista negra de Hollywood de finals dels anys 1950.

## Biografia

### Primers anys
Robert Rossen va néixer a Nova York en el si d'una humil família d'origen jueu i nacionalitat russa. En la seva joventut, Rossen practicaria la boxa però després deixaria aquesta ocupació i els seus estudis universitaris per a treballar com escriptor i director teatral en els anys 30, en els quals es va preocupar principalment a representar obres de contingut social i polític alhora que ingressava en el Partit Comunista americà. A partir d'aquí, escriuria els guions de grans pel·lícules de l'època. Així la seva intervenció es veuria reflectida en Marked Woman (1937) de Lloyd Bacon, They Won't Forget (1937) de Mervyn LeRoy, Els turbulents anys vint (1939), de Raoul Walsh o L'estrany amor de Marta Ivers i Una passejada al sol, de Lewis Milestone.
Després d'aquestes experiències, Rossen debuta com a director. Ho faria amb dues pel·lícules en 1947: Johnny O'Clock (1947) i Cos i ànima (1947), una cinta que ambienta l'últim combat d'un boxador (John Gardifeld). La pel·lícula estava escrita per Abraham Polonsky, un simpatitzant comunista. Això va fer que Rossen comencés a ser vist com un perillós personatge de l'òrbita esquerrana a Hollywood, tot i que Rossen ja havia abandonat l'afiliació comunista en 1945. En 1949 i en plena època de testificació en les sessions del Comitè d'Activitats Antinord-americanes, Rossen desafia a tot el món, aconseguint una de les seves pel·lícules més extraordinàries. All the King's Men, basada en la novel·la de Robert Pen Warren, narra l'ascens i la caiguda d'un home no molt intel·ligent (Broderick Crawford) però amb una capacitat oratòria descomunal, qualitat que li duu a ser triat governador de Louisiana. El polític s'autodenomina el lluitador contra la corrupció, però acabaria implicat en nombrosos escàndols.
Tot i el rebombori que va suposar en el seu moment, la qualitat de la cinta no li va donar més remei als seus companys per a considerar All the King's Men com el millor film de l'any. Rossen aconsegueix l'Oscar com a productor, una nominació com millor director i altra com millor guió adaptat. Broderick Crawford i Mercedes McCambridge assolirien també sengles estatuetes com a millor actor i millor actriu secundària respectivament.

### Rossen perseguit pel maccarthisme
Després de l'èxit de All the King's Men, Rossen seria cridat en 1951 al Comitè d'Activitats Antinord-americanes per a testificar. En aquesta primera intervenció, no va donar cap nom sobre possibles companys del Partit Comunista. Però després del boicot al que va ser sotmès en tots els estudis, li va dur a tornar a aparèixer davant el comitè en 1953 per a donar el nom de diversos personatges de la indústria cinematogràfica de passat comunista. Després d'aquest desagradable incident, Rossen va marxar a Europa (i, en concret, a Itàlia i Espanya) per a rodar Mambo (1955), amb Silvana Mangano, Vittorio Gassman i Alexandre el Gran (1956), amb Richard Burton. Després rodaria Island in the Sun (1957) a Barbados i Van arribar a Cordura (1959) a Mèxic.
En la dècada dels 60, Rossen tornaria als Estats Units on rodaria els seus dos últimes pel·lícules. La primera El vividor (1961) amb Paul Newman, Piper Laurie, George C. Scott i Jackie Gleason. En expert jugador de billar, Eddie "Llampec" Felson (Newman), es fica en el submón del joc i de les petites màfies. La pel·lícula i Rossen torna a ser nominats als Oscar per partida doble (millor guió adaptat, direcció i pel·lícula). L'últim film com a director de Rossen seria Lilith (1964), versió del llibre de J. R. Salamanca en el qual Rossen tornava a reincidir en el drama psicològic, ara amb el protagonisme de Jean Seberg i Warren Beatty. Dos anys després de l'estrena d'aquesta pel·lícula, el 18 de febrer de 1966, Robert Rossen moriria a l'edat de 57 anys.

## Filmografia[1]

### Direcció
- Cos i ànima (Body and Soul) (1947)
- Johnny O'Clock (1947)
- All the King's Men (1949)
- The Brave Bulls (1951)
- Mambo (1954)
- Alexandre el Gran (Alexander the Great) (1956)
- Island in the Sun (1957)
- Van arribar a Cordura (They Came to Cordura])' (1959)
- El vividor (The Hustler)) (1961)
- Lilith (1964)

### Producció
- The Undercover Man (1949), de Joseph H. Lewis.
- All the King's Men (1949)
- The Brave Bulls (1951)
- Alexandre el Gran (Alexander the Great) (1956)
- El vividor (The Hustler)) (1961)
- Lilith (1964)

### Guionista
- Marked Woman (1937) de Lloyd Bacon.
- They Won't Forget (1937) de Mervyn LeRoy.
- Els turbulents anys vint (The Roaring Twenties) (1939) de Raoul Walsh.
- A Child Is Born (1939) de Lloyd Bacon.
- The Sea Wolf (1941) de Michael Curtiz.
- Una passejada al sol (A Walk in the Sun) (1945) de Lewis Milestone.
- L'estrany amor de Marta Ivers (The Strange Love of Martha Ivers) (1946) de Lewis Milestone.
- Johnny O'Clock (1947)
- All the King's Men (1949)
- Mambo (1954)
- Alexandre el Gran (Alexander the Great) (1956)
- Van arribar a Cordura (They Came to Cordura])' (1959)
- El vividor (The Hustler)) (1961)
- Lilith (1964).